# Heinz Bachmann
Heinz Bachmann (1924) é um matemático suíço.
Bachmann obteve um doutorado em matemática em 1950 na Universidade de Zurique, com a tese Die Normalfunktionen und das Problem der ausgezeichneten Folgen von Ordnungszahlen.
Independentemente de William Alvin Howard introduziu em sua tese os números ordinais de Bachmann-Howard.

## Obras
- Transfinite Zahlen. Ergebnisse der Mathematik und ihrer Grenzgebiete. Springer, 1955, 2.ª Edição 1967.
- Kalenderarithmetik. Zurique 1984.
- Der Weg der mathematischen Grundlagenforschung. Lang, Berna 1983, 2.ª Edição 1985.